# Comenda da Igreja

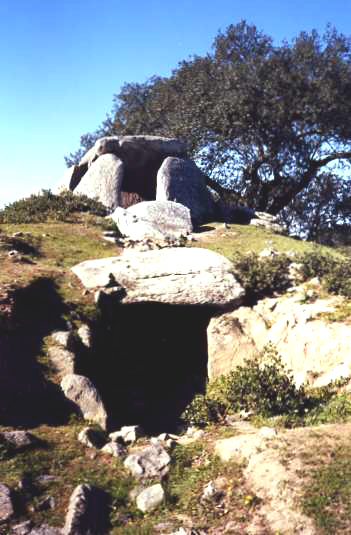
Anta Comenda da Igreja, im Vordergrund der Zugang

Die Anta Grande da Comenda da Igreja (auch Herdade da Comenda da Igreja oder Anta São Geraldo genannt) ist eine Megalithanlage an der Straße von Montemor-o-Novo nach Mora im Distrikt Évora in Portugal. Sie galt bis zur Entdeckung der Anta Grande do Zambujeiro als die größte Megalithanlage Portugals. Anta ist die portugiesische Bezeichnung für etwa 5000 Megalithanlagen oder Dolmen, die während des Neolithikums im Westen der Iberischen Halbinsel von den Nachfolgern der Cardial- oder Impressokultur errichtet wurden.

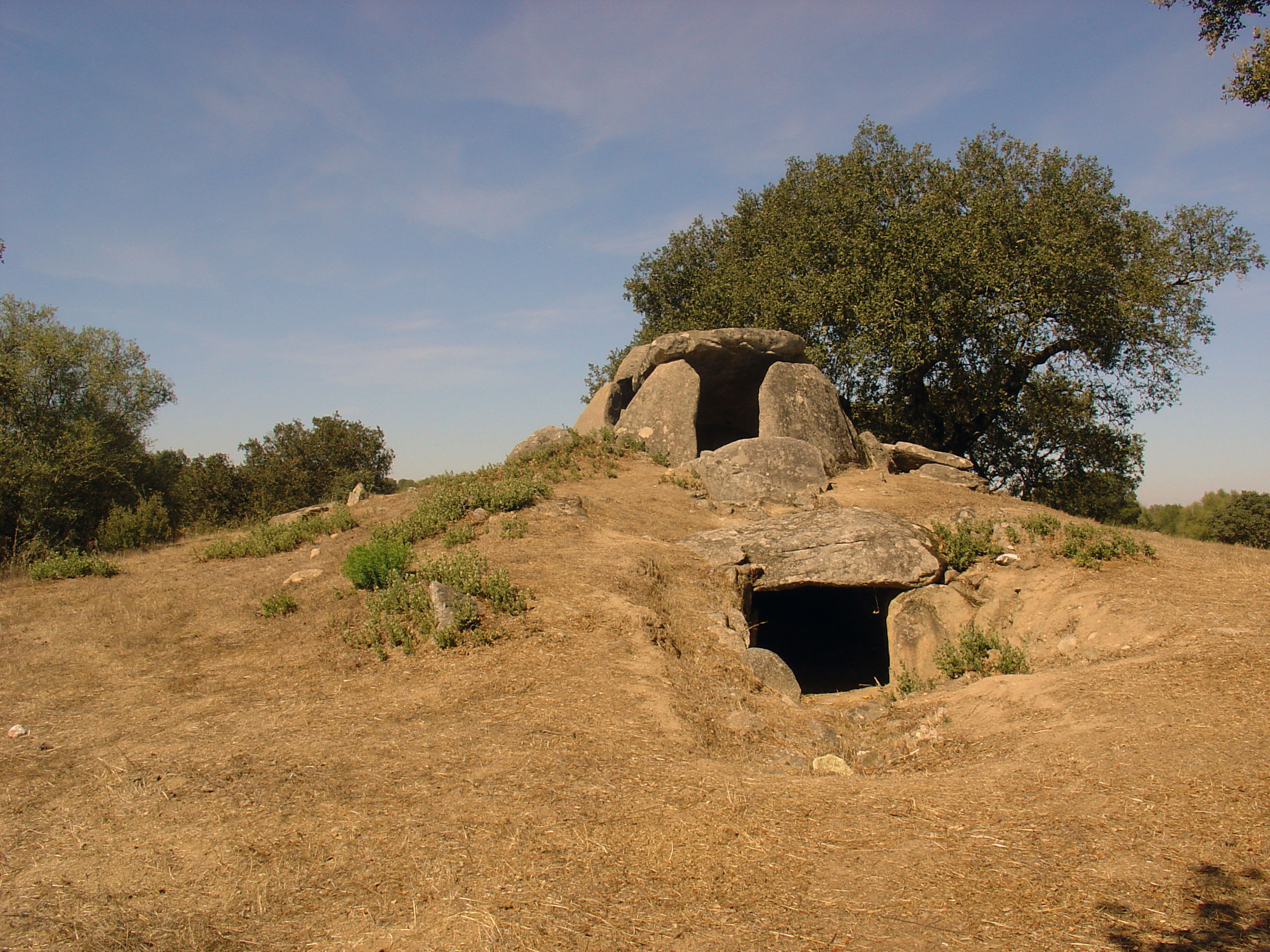
Anta Comenda da Igreja

Comenda da Igreja ist weitgehend erhalten und besteht aus der Kammer und einem über 10 m langen Gang. Die ovale Kammer misst im Grundriss 4,8 × 4,5 m und hat eine lichte Höhe von etwa 5,0 m. Der in der Mitte gebrochene Deckstein ist eingeknickt, liegt aber auf. Der Gang weist noch über 12 Trag- und sechs Decksteine auf. Die Reste des Hügels sind im Gelände auszumachen.
Das im Museu Nacional de Arqueologia aufbewahrte Fundmaterial stammt von Grabungen zu Beginn des 20. Jahrhunderts:
- über 100 Steinbeile und -hacken,
- etwa 350 Pfeilspitzen in verschiedener Form,
- mehrere hundert Perlen aus Amethyst, Bernstein, Gagat, Malachit, Schiefer, Variscit oder Bergkristall
- über 60 ritzverzierte Schieferplattenidole und 20 Fragmente davon, darunter vier Krummstäbe.
- meist unverzierte Scherben von über 50 Gefäßen[1]

Seit 1936 ist die Anta als Monumento Nacional eingetragen und geschützt.
In der Nähe liegt die Anta do Estanque.